# 香港警務處國家安全處
香港警務處國家安全處（英語：National Security Department of the Hong Kong Police Force；通常簡稱警方國安署、香港國安處或國安處）是香港警務處根據《中華人民共和國香港特別行政區維護國家安全法》（簡稱香港國安法）設立的維護國家安全部門，於2020年7月1日正式成立。國家安全處由一位警務處副處長擔任負責人，是行動及管理以外的第三位副處長，架構與港英時期的政治部類近。國家安全處處長由一名警務處高級助理處長擔任，下設兩名負責國家安全的警務處助理處長。
警方國安處可以從香港以外的任何地區聘用受訓執法人員「協助執行」國安職務。警方國安處需配合中央駐港國安公署執法。
7月3日，警務處高级助理處長兼監管處處長劉賜蕙晉升為副處長（國家安全）；特區政府也同時委任她兼任為維護國家安全委員會成員。2023年4月底，劉賜蕙屆齡退休，高級助理處長簡啟恩5月2日接任副處長（國家安全），助理處長江學禮接任國安處處長。
國家安全處現由警務處副處長（國家安全）領導，向警務處處長負責，現任負責人為簡啟恩。設有國安處處長一職，現由江學禮擔任，職級為警務處高級助理處長，警務處助理處長（國家安全）為王忠巡和郭嘉銓，總警司（國家安全）為李桂華。

## 職責
根据《香港國安法》第十七條，國家安全處拥有下列职责：
1. 收集分析涉及国家安全的情报信息；
2. 部署、协调、推进维护国家安全的措施和行动；
3. 调查危害国家安全犯罪案件；
4. 进行反干预调查和开展国家安全审查；
5. 承办香港特别行政区维护国家安全委员会交办的维护国家安全工作；
6. 执行本法所需的其他职责。

## 执法权限
根據《香港國安法》第四十三條，國家安全處擁有下列權力：
1. 搜查可能存有犯罪证据的处所、车辆、船只、航空器以及其他有关地方和电子设备；
2. 要求涉嫌实施危害国家安全犯罪行为的人员交出旅行证件或者限制其离境；
3. 对用于或者意图用于犯罪的财产、因犯罪所得的收益等与犯罪相关的财产，予以冻结，申请限制令、押记令、没收令以及充公；
4. 要求信息发布人或者有关服务商移除信息或者提供协助；
5. 要求外国及境外政治性组织，外国及境外当局或者政治性组织的代理人提供资料；
6. 经行政长官批准，对有合理理由怀疑涉及实施危害国家安全犯罪的人员进行截取通讯和秘密监察；
7. 对有合理理由怀疑拥有与侦查有关的资料或者管有有关物料的人员，要求其回答问题和提交资料或者物料。

警方國安處的警員除在《香港國安法》通过前所准予的案件调查措施外，还授予了国安处新的权力。《第四十三條實施細則》规定，國家安全處可以搜查可能存有犯罪證據的處所、車輛、船隻、航空器以及其他有關地方和電子設備，不再需经法院批准。警方國安處只須經行政長官批准，可對有合理理由懷疑涉及實施國家安全犯罪的人進行截取通訊和秘密監察，不再需依此前《截取通訊及監察條例》規定取得法院授权。
2021年3月，全國人大常委會修改香港基本法附件一及二後，國安處負責為立法會、行政長官及選舉委員會選舉候選人進行政治審察，再提交名單至國安委，然後再交由資格審查委員會處理。

## 人員

### 首長級
目前警務處副處長（國家安全）簡啟恩為國安處負責人，同時兼任香港國安委成員；江學禮任警務處高級助理處長兼國家安全處處長；王忠巡及郭嘉銓任警務處助理處長（國家安全），李桂華任總警司（國家安全）。

#### 列表
警务处副处长（国家安全）
- 刘赐蕙：2020年7月3日—2023年4月29日
- 简启恩：2023年5月2日—

警务处高级助理处长（国家安全处处长）
- 蔡展鹏：2020年7月11日—2021年8月12日
- 简启恩：2021年12月—2023年4月
- 江学礼：2023年4月—

警务处助理处长（国家安全）
- 江学礼：2020年7月—2023年4月
- 简启恩：2020年8月—2021年12月
- 趙詠蘭：2022年1月31日—2025年5月
- 王忠巡：2023年4月
- 郭嘉銓：2025年5月

总警司（国家安全）
- 趙詠蘭：2020年7月—2022年1月31日
- 王忠巡：2020年7月—2022年3月18日
- 李桂華：2023年5月2日—

### 其他
2020年7月1日國家安全處成立，當時任刑事情報科總警司王忠巡被選入國安處；他曾任职于重案組、O记和刑事情報科，还曾在中国刑事警察学院主办的刑事犯罪情報分析培訓班担任教官。前O記高級警司李桂華也被選入國安處；李雖已在2019年達到退休年齡，但是因为反對逃犯條例修訂草案運動而被延聘，还曾多次出席警方的记者会。
時任保安局局長李家超在某電視節目訪問中表示，警方國安處的專責隊員需有高強的分析力及洞察力，也要通過品格審查，查驗成員對香港的忠誠度及對國家安全的觀點理念符合當局要求，另須遵守保密原則。

## 相關事件

### 美國制裁
2020年11月9日，美國財政部宣佈，轄下外國資產控制辦公室已採取行動制裁4名人士，與香港國安法有關，被制裁者包括時任國安處負責人劉賜蕙、國安處高級警司李桂華。
2021年1月15日，美國財政部進一步宣佈制裁包括時任國安處處長蔡展鵬，時任助理處長簡啟恩及江學禮在內的6名中港官員。被執行制裁的人士除了其美國資產會被凍結外，在海外及香港銀行服務亦可能會被取消。2021年3月2日，蔡展鵬向恒生銀行還清其獨資持有的火炭御龍山單位按揭貸款，當時單位市值約1300萬港元。
2025年4月1日，美國國務院宣佈制裁6名中國及香港官員，當中2人為負責國安事務的警務處助理處長王忠巡、趙詠蘭。

### 處長光顧非法色情按摩
2021年5月12日，香港多個傳媒報道，警務處國安處處長蔡展鵬在一個月多前光顧俗稱「骨場」的無牌按摩院期間，遇上掃黃行動，蔡展鵬被同僚發現是無牌按摩院的其中一名顧客。數日後，總警司黃維表示，警方在3月下旬的巡查行動中，於灣仔區一間無牌按摩店發現蔡展鵬，並懷疑有人經營色情場所並有賣淫服務，拘捕了6名持本港身份證的女子，但不包括蔡展鵬。而事後有部份香港市民戲稱國安處為「邪骨處」及其處長為「骨精鵬」。最終蔡展鵬得以留在警隊內，調職改任警務處人事及訓練處處長。

### 引用國安法封禁台灣手游
2025年6月11日，警務處國家安全處指手機遊戲《逆统战：烽火》宣扬“台独”和“港独”，并有鼓吹武装革命等主张，宣布對該手游作禁制行動，又指任何人下載、發布、向他人分享，又或向該應用程式「課金」等，亦可構成罪行。

### 通緝

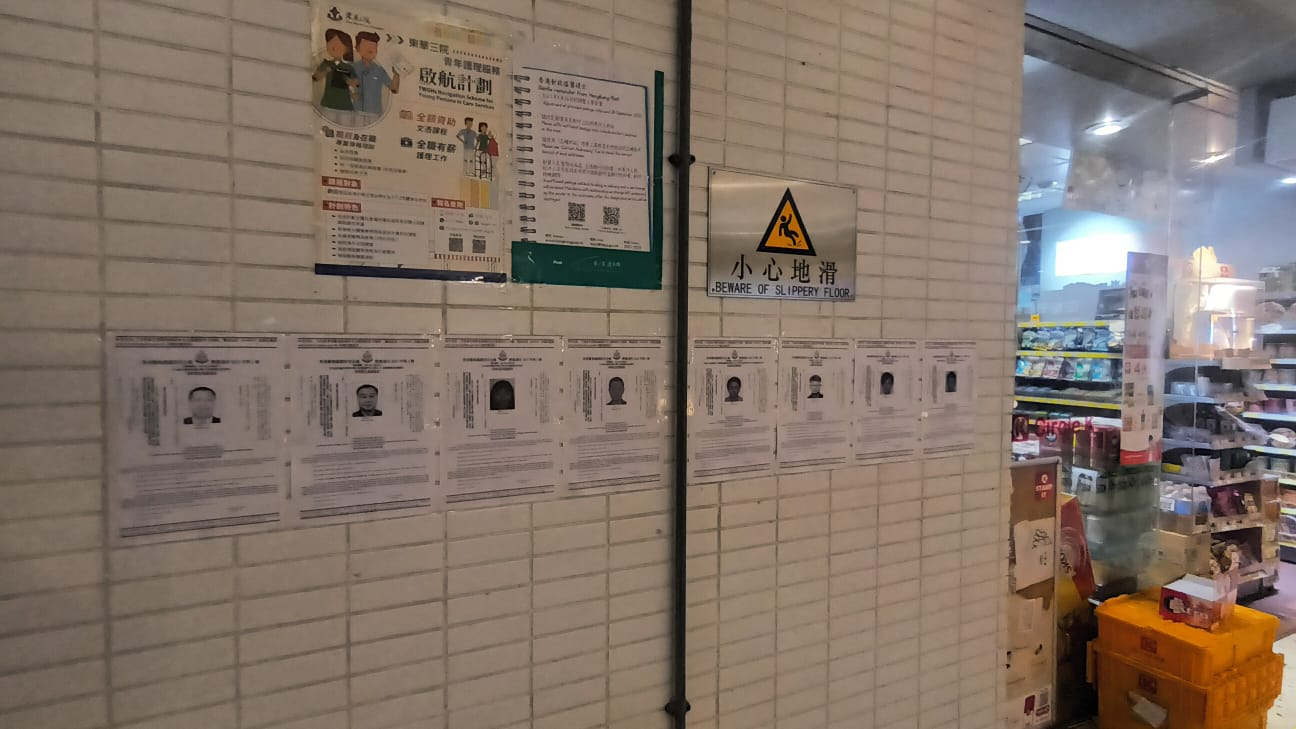
張貼在石排灣邨牆壁上的通緝令，由左至右分別為 : 任建峰、袁弓夷、郭鳳儀、郭榮鏗、許智峯、蒙兆達、劉祖廸、羅冠聰

2023年7月3日，《香港國安法》實施三周年，警方國安處舉行記者會，總警司李桂華指，有反中亂港分子竄逃海外後繼續危害國安，並引用《香港國安法》37條及38條，強調法例有域外效力，不論是否香港永久性居民同樣受國安法管轄，早前已向法庭申請拘捕令通緝八名海外港人，包括任建峰、袁弓夷、郭鳳儀、郭榮鏗、許智峯、蒙兆達、劉祖廸及羅冠聰（其中羅冠聰為第二度被香港警方通緝），各懸紅港幣一百萬元正。警方在記者會上展示出八人的黑白大頭照，逐一說明干犯罪行，批評他們竄逃海外繼續危害國安。李桂華形容八人干犯「很嚴重的危害國家安全罪」，鼓吹制裁以希望破壞香港及恐嚇官員，部份人更指明要制裁法官及檢控官。他又批評，部份人為外國「出謀獻策」，「怎樣去打擊我們香港整個金融制度，甚至金融中心地位」。國安處高級警司洪毅稱，已掌握八人的犯罪證據，指他們罪行「昭然若揭」，必定會全力追究。他續指，除通緝他們外，國安處亦會防止有人利用金融帳戶協助他們干犯危害國安的罪行。他又引用《國安法》43條，指國安處可凍結、限制、沒收或充公八人的資產，表明會果斷截斷他們的資金鏈，並會調查提供資助的人士及資金來源。任建峰是繼朱牧民後第二位非中國籍的被通緝香港居民。
2023年12月14日，警方國安處再度對五名身處海外的港人進行通緝，包括許穎婷、邵嵐、鄭文傑、蔡明達及霍嘉誌，其中鄭文傑為第二度被香港警方通緝。上述五人同樣各被懸紅港幣一百萬元正，同時凍結其名下資產。而邵嵐是繼任建峰和朱牧民後第三位非中國籍，首位非香港出生的被通緝香港居民。
2024年12月24日，警方國安處再度對六名身處海外的港人進行通緝，包括劉珈汶、鍾翰林、鍾劍華、何良懋、鄭敬基及張晞晴。上述六人同樣各被懸紅港幣一百萬元正，同時凍結其名下資產。何良懋和鄭敬基是繼邵嵐、任建峰和朱牧民後被第四及五位被通緝的非中國籍香港居民。

2025年7月25日，警方國安處宣佈新的通緝令，人數為19人，他們在境外籌組、成立或參與一個名為「香港議會」的顛覆組織，旨在顛覆國家政權，其目標包括推動「自決」、制定所謂「香港憲法」，以非法手段推翻、破壞《中華人民共和國憲法》所確立的中華人民共和國根本制度或推翻中華人民共和國中央政權機關或者特區政權機關等，涉嫌干犯《中華人民共和國香港特別行政區維護國家安全法》（《香港國安法》）中第二十二條「顛覆國家政權罪」，警方國安處遂依法向法院申請拘捕令，並通緝有關人士。

19人中，除了早前已被列入港幣一百萬懸紅通緝的袁弓夷、何良懋、霍嘉誌、蔡明達外；其他人士以港幣二十萬懸紅通緝，分別是陳麗珍、馮崇義、龔小夏、吳文昕及曾偉藩，在香港特別行政區（特區）境外組織「香港議會」選舉以成立所謂「香港議會」；及錢寶芬、夏海俊、侯中宇、何永友、姜嘉偉、林千淦、吳文君、黃振華、黃修和及張信燕，作為候選人參與「香港議會」選舉，並在當選後宣誓就任所謂「香港議會議員」。

#### 執行和通緝令有關的調查行動 （次序不分先後）
2023年7月11日，帶走羅冠聰的父母及兄長
2023年7月20日，帶走郭榮鏗的父母及兄嫂
2023年7月18日，帶走蒙兆達的大哥蒙兆霖、嫂子及姪兒
2023年7月6日，拘捕前香港眾志成員林朗彥在內共5人
2023年8月8日，帶走郭鳳儀的父母
2023年8月22日，帶走郭鳳儀的2名兄長
2023年7月25日，帶走袁弓夷的長女袁彌望、兒子袁彌昌、兒媳兼立法會議員容海恩
2024年1月10日，帶走鄭文傑的父母及2名姐姐
2025年2月18日，帶走鍾翰林後父
2023年8月3日，帶走袁弓夷在港的外籍前妻及兩人所生的子女袁彌滿和袁彌淑
2025年2月11日，帶走劉珈汶姑丈和姑姐
2025年2月17日，帶走劉珈汶二姑姐
2025年1月15日，帶走鍾劍華妻子及兒子
2024年1月11日，帶走許穎婷母親；2025年4月10日，再次帶走許穎婷母親和父親
2023年9月12日，帶走許智峯的外父、外母及大舅
2025年1月22日，帶走鍾劍華的二弟、三妹及四弟
2025年1月13日，帶走香港民意研究所主席及行政總裁鍾庭耀
2025年5月8日，帶走鄭敬基的表弟及表弟婦
2025年5月29日，帶走鄭敬基的表妹及表妹夫
2025年8月13日，帶走姜嘉偉的父親
2025年8月19日，帶走錢寶芬的妹妹
除被捕的林朗彥在內共5人外，上述人士未有任何人逮捕。
郭鳳儀的父親及次兄因違反23條《維護國安條例》中「處理潛逃者資金」罪被捕，前者已被落案起訴。

#### 各方反應

##### 被通緝人士
蒙兆達回應指「欲加之罪，何患無辭」，又指「如果要以此明志，我亦只有如此」，認為自己若有罪，就是為香港人說出真相，其海外倡議工作絕不會停步。
任建峰指自己並非尋求庇護者，屬澳洲公民，正於當地行使言論自由。本身擁有澳大利亞國籍，在香港期間擔任政治組織法政匯思召集人，在2022年已回流澳大利亞，去年成為澳大利亞工黨黨員。已因在海外多次勾結反華政客及組織，會見外國官員、出席聽證會，要求外國對香港政府的法官和檢控官進行制裁，因此被港府國安處懸賞100萬港元通緝，今天更被吊銷律師執照及撤銷香港特區護照。在個人Facebook帳戶留言，指自己從未申請特區護照，回鄉證多年前已過期，亦未更新香港律師執業證書。所以質疑香港政府不知怎樣撤銷或暫時吊銷根本從來不存在或已經不存在的東西？這是甚麼邏輯？
羅冠聰指消息令人緊張，因再次「被中共盯上」，始終有無形壓力，會更慎重選擇出訪、外遊地點及更保障個人私隱，強調不會自首，呼籲警方公開相關證據。
郭鳳儀回應指，自己安全，沒有害怕，會繼續其委員會的工作，香港政府無權在海外拘捕，有關通緝令旨在令人懼怕，呼籲其他國際刑警成員國保護八名被通緝者。
袁弓夷感謝國安處令更多人關注其「公投」活動。
劉祖廸回應指倡議工作不會因懸紅而停下。
郭榮鏗吁加拿大政府廢除與香港簽訂的引渡協議。
擁有美國國籍的邵嵐指自己在美國的言行而被通緝反映香港及中共政府跨國鎮壓的無理及其滲透之廣。
獲美國政治庇護的許穎婷指早已預計這一天會降臨她身上。她表示港府也自認無法越洋拘捕，故認為被懸紅通緝並非大事，只是港府「做show」，她會堅持在海外的工作，兌現她在離港之初的承諾。
獲英國政治庇護，身在倫敦的鄭文傑早於2020年7月底已被港警通緝，他接受本台訪問時表示，這次再被通緝的分別，只是加了100萬港元懸紅，對此並不感到意外，並形容這是他的「畢生榮譽」。記者會上所說的，說我背叛國家之類的指控，其實是很政治性的，也是子虛烏有。
至於霍嘉誌及蔡明達在旗下YOU TUBE頻道《升旗易得道》評論。
有加拿大國籍的何良懋對通緝令感到莫名其妙，並質疑政府做法混亂。政府需要作出解釋。由於在國籍身份上，我已經不是香港人，我是加拿大人，所以無論實際和心理方面都對我沒有影響，因為我們已經有心理準備。笑言，無論懸賞是一百萬元或是一千萬元，對他來說都沒有意義，因為能夠兌現這一筆賞金的機會是零，已居海外的通緝犯，包括他自己，是不會有人舉報他們，當局也不會成功逮捕他們的。
鍾劍華說對於國安處的指控感到可笑，表示自己也想知道什麼時候鼓吹過港獨，反指自己在信念和言論上一向都是被人批評的“大中華膠”（熱愛大中華主義者）。冤枉他人的方法竟然可以這樣沒水平。我覺得自己根本沒那麼重要，如果要說煽動或指罵政府，肯定大有人在，輪也輪不到我。我論述公共政策和公共行政三十多年，從沒變過，採用同一套價值。或許是近年來他們太過份，所以他們認為我針對他們。所以這次根本是為了打壓香港人政治權利的藉口，找藉口找我麻煩。他們好像有殺錯不放過，問題明顯不在我，而且我一向無黨無派無組織，連Facebook帳戶都只有私人帳戶，也從來沒開戶口要他人課金。我會繼續保留自己的個人意志，不會因此禁聲，這是我自己的堅持。如果有人因此和我絕交，或有平台因此不再找我評論香港時事，這是我不能控制的，或許這就是他們想達到的目的。
在2021年以流亡性質到澳洲定居至今的許智峯，則在網上表示這次香港政府取消他們的護照，是讓他們所在的民主國家，更有理由向香港人批出政治庇護或難民身份，在國際上更確認香港政府侵害人權的事實。而他自己的澳洲律師資格，香港政府也無權過問，收入也源自於在澳洲的工作薪金，所以質疑香港政府可以如何切斷他的“資金鏈”。
鍾翰林表示所謂的懸紅通緝，在外國其實毫無意義，因為由我第一日離開香港，其實已經是一個通緝人士，只是無懸紅在身。
劉珈汶亦表示，不認為自己有錯，2019年『反送中』運動的時候，大家都無懼怕，對我來說，不會因為一紙通緝令及一百萬懸紅而退縮。
張晞睛在社交平台Instgram表示，被懸紅通緝是一份沉重的「榮譽」，將如其他被通緝人士般無畏無懼，指通緝令只會令她「變得更加勇敢，更加強大」。 
移居加拿大的香港網台主持人「傑斯」尹耀昇轉述有加拿大國籍的鄭敬基的話，說要學習承受，唯有祈禱。而鄭敬基2天後在臉書表示被通緝的消息，感到匪夷所思，但毫不畏懼。通緝令令他與家人朋友於聖誕節安排好的活動受到影響，作為一個加拿大公民，身處加拿大，拿著加拿大護照，尚且受到如此惡意恐嚇及攻擊，更何況眾多通過Hong Kong Pathway救生艇過來的香港人們，希望加拿大政府加大力度協助港人，防止有下一個「鄭敬基事件」。
在台灣的「香港議會議員」吳文君就對被通緝接受訪問表示，這個結果在預料之中，心情還算平穩，但覺得難過與悲傷，「像是說，知道自己應該很久很久很久都回不了香港。雖然這個其實是一早就知道了。然後也沒辦法再吃香港的食物」，也為香港精神的隕落感到悲傷。但她也沒有對站出來參選的決定感到後悔，「應該說選擇了走這條路的時候，就知道了會有一系列的後果」。她還樂觀表示，遭到通緝「證明我是做對了」，會繼續化打壓為動力，實踐競選承諾。
在加拿大溫哥華，曾因違反《港區國安法》入獄的「香港議會議員」姜嘉偉表示并不打算停止推動香港民主運動的工作。

##### 香港
政府在記者會完結後不足半小時發新聞稿，稱支持警務處通緝涉嫌違反《香港國安法》的八名「竄逃人」，強調會全力打擊，追究到底。
保安局亦發新聞稿，同樣表示全力支持國安處，稱「做法有理有據，不容置疑」。局方更稱會抽出及追究八人在港的犯罪黨羽，呼籲市民切勿受逃犯及其黨羽的唆擺。局長鄧炳強則點名批評羅冠聰是「現代漢奸」、「縮頭烏龜、食人血饅頭」，在外國享受榮華富貴，呼籲他自首，執法部門亦將窮一生精力緝捕他。
行政長官李家超表示，完全支持及贊成警方今次通緝行動，強調危害國家安全是嚴重罪行，特區政府執法必嚴，任何公眾人士幫助警方追緝通緝人，警方都會保密處理。而包括被通緝人的親戚和朋友，就通緝人或相關案件提出消息，可按實際結果全數獲得或按比例分配賞金。會用一切合法手段，竭盡所能，終身追捕及追究他們的法律責任，重申警方過去亦有懸紅通緝在逃人士，強調被通緝人士只能靠自首，終結被通緝的生涯，可獲得法庭考慮減刑，否則他會終身被通緝，日日擔心被拘捕，在惶恐中度日。他強調，特區政府會竭盡所能，全力以赴追緝危害國安的罪犯，以及爭取不同市民協助政府追捕，兼且一併調查這些人士背後的勢力等。
2024年12月24日，保安局局長鄧炳強在記者會中重申，希望社會知道政府依法打擊危害國安潛逃者的必要性和決心。今次打擊的目標對象，包括一些被通緝時間較長，並一直潛逃海外，死心不息繼續透過各種方式危害我們的國家安全，肆意勾結外部勢力包庇其惡行的危害國家安全分子。任何危害國家安全的人士不要以為身處海外便可逃避刑事責任、逍遙法外。特區政府必會用盡所有方法，依法追捕及打擊潛逃海外危害國家安全的罪犯，全力做到「違法必究，雖遠必誅」。呼籲社會大眾不要以身試法，市民應該避免與指明潛逃者有任何金錢或財務上的瓜葛，以免觸犯相關法例。
行政會議召集人，前保安局局長，新民黨主席兼立法會議員葉劉淑儀在香港經濟日報撰文評論，批評西方媒體選擇性報導，域外管轄權不只是《港區國安法》獨有，其他法例也有。而且即使被通緝的國安逃犯在海外，通緝令可達致其他目的。
2025年8月9日，香港特區政府發文駁斥G7成員國就「依法緝捕潛逃境外危害國家安全分子」的抹黑言論，文中指「任何外國或外部勢力企圖詆毀香港情況，只會理屈詞窮，絕不會得逞。特區政府定當繼續堅定履職，維護國家安全。」
2025年8月19日，政務司司長陳國基召見了澳洲和英國駐香港領事，警告他們不要「窩藏罪犯」。
2025年8月20日，退休懲教主任錢寶芬被港府終止領取退休金。

##### 中华人民共和国中央人民政府
外交部駐港特派員公署發表聲明，批評這是干預香港司法，對此表示強烈不滿和堅決反對。香港警方依法對相關人士展開執法行動，是維護法治、順應民意的正義之舉，是捍衛國家主權安全的必要之舉，是保障香港長治久安的正當之舉，符合國際法和國際通行慣例。相關國家和官員「褻瀆法治，偽善雙標」，又指香港事務純屬中國內政，不容任何外部勢力插手。
外交部發言人毛寧表示，強烈不滿和堅決反對有個別國家公然攻擊抹黑香港執法部門正當執法行動，重申香港事務純屬中國內政，不容任何外部勢力插手干預，有關國家應當尊重中國主權和香港法治，停止為反中亂港分子撐腰張目。任何對香港的唱衰抹黑，注定徒勞無功，任何打著人權自由的幌子插手香港事務的圖謀，注定以失敗告終。香港執法部門依據《港區國安法》和《維護國家安全條例》採取執法行動，是維護法治、順應民意的正義之舉，是捍衞中國國家主權安全的必要之舉，是保障香港長治久安的正當之舉，符合國際法和國際通行慣例。
2025年8月9日，外交部驻港公署發文「針對七國集團快速反應機製成員發表所謂“聯合聲明”，公然詆毀抹黑香港特區警方執法行動，外交部駐港公署發言人表示堅決反對，予以強烈譴責。」，文中強調「袁弓夷等反中亂港分子的惡行涉嫌嚴重違反香港國安法律，圖謀顛覆國家政權，必須嚴懲。」、「香港事務純屬中國內政」及「特區警方依法通緝反中亂港分子，合理合法，有理有據，順應民意，正當必要，不容置喙。西方對特區警方所謂「跨國鎮壓」的指責純屬無稽之談，香港國安法律的域外適用效力完全符合國際法原則、國際慣例和各國各地區通行做法。」等立場。
中國駐加拿大大使館網站8月8日晚發佈駐加拿大使館發言人就七國集團等涉港錯誤聲明答記者問。發言人指，七國集團成員國及有關西方國家和組織公然詆毀香港警方依法通緝反中亂港分子的執法行動，粗暴干涉香港事務和中國內政，中方對此表示強烈不滿和堅決反對。香港事務純屬中國內政，絕不容外來干涉。香港警方依法通緝反中亂港分子，是維護香港法治的正義之舉，是捍衛國家主權安全的必要之舉，是保障香港長治久安的正當之舉，符合國際法和國際通行慣例，不容任何指摘。所謂「跨國鎮壓」言論純屬無稽之談。中方敦促有關國家和組織切實尊重中國主權和香港特區法治，立即停止干預香港事務和中國內政。

##### 中華民國（臺灣）
陸委會呼籲中共及港府停止以《香港國安法》及《維護國家安全條例》等政治手段，持續迫害人權和自由。

##### 美国
美国国务院譴責香港政府發出全球懸紅，批評國安法域外效力製造危險先例，危害世界各地人的人權和基本自由，並呼籲香港政府立即撤回懸紅，尊重其他國家主權，和停止國安法跨國執行。
美国国务院發言人馬修·米勒回應香港警方國安處宣布通緝5名在海外的民主派人士時評論說：“我們強烈譴責香港當局的惡劣行徑，香港當局宣布修改《國家安全法》並宣布一份針對海外民主倡導者的新懸賞名單，這公然無視國際準則、民主和人權。 我們譴責任何企圖把北京強加的國家安全法施加在領土外的行為，並重申香港當局在美國境內沒有管轄權，民主和自由的倡導者將繼續享有憲法保障的自由和權利。 我們譴責任何企圖在領土外施行香港國家安全法的行為，並將繼續致力於捍衛我國公民的權利和自由，並呼籲中華人民共和國按照其國際承諾和法律義務行事。”
國務卿安東尼·布林肯12月15日發表聲明，關於香港當局的跨國鎮壓。透過宣布國家安全法指控和一份不公正地針對包括一名美國公民以及其他位於美國的人士在內的海外民主倡導者的懸賞名單，香港當局表現出了對國際規範和香港人權的無視以及這座城市曾經擁有的尊重法治的自豪傳統的退化。強烈反對任何對那些把美國選作自己家的人進行恐嚇與壓制的做法，並將堅定不移地挺身捍衛那些僅僅是因為行使了自己的人權就成為打擊目標的人。美國拒絕接受中華人民共和國利用這些懸賞來威脅和騷擾自由與民主倡導者的任何企圖，我們敦促香港當局尊重在《基本法》中受到保護的權利與自由。我們鼓勵國際社會與我們一道譴責這項跨國鎮壓行為。 美國仍然致力於捍衛所有人的權利與自由，並呼籲中華人民共和國以符合其國際承諾和法律義務的方式行事。
美國駐港總領事梅儒瑞，在社交媒體代表美國政府刊出聲明，譴責香港政府針對海外民主活動人士的新設六項懸賞以及取消其他七名活動人士護照的行為。並呼籲香港政府停止利用國安法打壓異見聲音。
美国国务院發言人馬修米勒針對2024年12月24日的通緝令發表聲明譴責香港政府針對六名海外民主活動人士發出新的逮捕令和懸賞令並吊銷另外七名活動人士的護照，其中一部分活動人士居住在美國。我們反對香港政府試圖恐嚇和壓制那些選擇在美國定居的個人。美國堅定不移地為那些僅僅因為行使言論自由權利而受到打擊的人呼籲。《香港國安法》的域外適用是一種形式的跨國鎮壓，威脅美國主權以及全世界人民的人權和基本自由。這些行動顯示香港當局無視國際準則以及言論自由與和平集會的權利。呼籲香港政府停止利用國家安全法壓制異議。
美国国务卿馬高·魯比奧發表聲明，譴責香港特區政府最新一輪對行使言論自由權人士的通緝令。

##### 英国
外相祁湛明指，不會容忍中方試圖令人噤聲的行動，並會守護屬普世價值的言論自由，及聲援受針對人士，重申強烈反對國安法在香港實施，包括當中的域外法權，形容屬違反《中英聯合聲明》，要求中國政府撤銷國安法，令香港政府可停止針對支持民主與自由者。祁湛明亦指，香港政府發出全球拘捕令，進一步展示中國利用域外法權將專制延伸。英國安全事務大臣董勤達則稱，香港發出的通緝令是試圖干預英國內部事務，並強調羅冠聰及其他民主派人士在英國受到庇護，會全力支持他們。
外相卡麥隆發聲明，批評香港警方再次針對行使言論自由的人士，又指做法是對民主和基本人權的威脅，強調不會容許任何外國勢力恐嚇、騷擾或傷害在英國的人士或社區，呼籲北京廢除「香港國安法」，並停止迫害。
外相林德偉發聲明，指不會容忍外國政府、試圖脅迫同恐嚇身處英國嘅香港人，歐盟亦譴責港府，要求停止打壓香港民主派人士。又表示，英國將始終捍衛香港人民的權利。本屆政府深切承諾支持所有已經遷居英國並為英國社會作出寶貴貢獻的香港社群成員。確保他們的持續安全仍然是我們的首要任務之一。
英國工黨政府發表聲明稱，強烈反對港府7月新一輪通緝令。同年工黨政府計劃修改引渡法，引發多名英國國會議員擔憂。

##### 
澳洲外長黄英贤對香港政府發出全球通緝令深感失望，強調會支持在澳洲的人士行使言論及集會自由，並持續對香港國安法廣泛應用表達關注，包括拘捕民主派人士和公民社會及向他們施壓。黃英賢重申，澳洲深切關注香港自由權利及自治受侵蝕，並會在人權等對澳洲人重要的議題上發聲。
澳洲外交部長黃英賢表示，強烈反對香港當局新一輪通緝令。

##### 加拿大
外交部發言人表示，加拿大政府對香港警方全球通緝八名港人嚴重關切，國安法的域外實施進一步阻止和平的異見人士發聲，并損害香港基本法賦予公民的權利與自由。九名加拿大議員和前議員7月4日寫信給加拿大外交部，呼吁就香港警方的懸賞通緝令作出應對，采取措施保護加拿大的香港活動人士和港人社區。
外長趙美蘭（Melanie Joly）譴責香港懸賞包括加拿大人在內的港人及取消多人的護照，表示不會容許香港當局的「跨境打壓」，並說受影響人士「純粹是因行使言論自由而遭香港當局針對」。
香港出生，溫哥華東區國會議員關慧貞就香港政府針對海外支持民主活動人士發出通緝令感到深切震驚。她認為此舉充分顯示了香港國安法極其廣泛且高壓的本質。該法律自實施後一直被濫用，而此次行動無非是另一種試圖打壓異見、限制自由並將威權控制延伸至境外的企圖。該法律的域外適用範圍，針對包括加拿大在內的全球個人，令人不齒。呼籲加拿大政府採取緊急且果斷的行動。並表示與勇敢的香港人民站在一起，他們在面對極大風險的情況下，仍然堅持為自由而戰。
加拿大外交部長安妮塔·阿南德和公共安全部長加里·阿南達桑加里發表聯合聲明，譴責香港當局向居住在世界各地的19名民主活動人士發出國際懸賞和逮捕令。

##### 欧盟
外交與安全政策高級代表博雷利於社交網站發文，指歐盟譴責香港政府因應《港區國安法》向八名身在海外的民主派人士發出全球通緝令，指《國安法》的域外法權只會增添歐盟的憂慮。
外交與安全政策發言人阿努阿爾·埃爾·阿努尼（Anouar EL ANOUNI）發表聲明指，「香港國安法」的境外之手正加深他們的憂慮，認為有損香港營商的吸引力，要求中國政府尊重及履行對一國兩制所作的國際承諾，又促請港府停止對民主派人士的打壓，確保港人享有《基本法》所容許的基本自由權利。
歐洲對外事務部發表聲明稱，強烈譴責港府7月新一輪通緝令, 並對香港國安法繼續在境外實施以及對反對派聲音的跨國壓制深感擔憂。

##### 联合国
聯合國人權捍衞者狀況特別報告員瑪麗·勞洛（Mary Lawlor）在社交平台X表示，對港府懸紅通緝感到不安，認為是企圖打壓海外對中國人權問題的批評聲音，促請被通緝人士的所在國家確保他們安全，及保障他們的言論自由權利。其中一位被通緝人士劉珈汶曾出席2024年哥本哈根民主峰會（Copenhagen Democracy Summit），主辦單位民主聯盟基金會（Alliance of Democracies）也在社媒X發文聲援她，稱恐懼民主的政權往往會將民主派人士當作罪犯，而港府今次舉動正好凸顯其對民主的恐懼與打壓，呼籲自由世界所有國家堅定抵制跨境鎮壓行為，捍衞言論自由和民主價值。

##### 其他組織
- 亞洲區法律團體「亞太法律協會」（LAWASIA） - 該會於2023年7月31日發表聲明 ，指責特區政府毫無根據地通緝該8人，包括該兩名律師，又擔心有人「試圖對這些律師施加職業限制」云云。

但本身是「LAWASIA」現任會長的律師彭韻僖，香港律師會會長陳澤銘，身為律師的民建聯立法會議員周浩鼎，中國夢智庫主席、執業大律師丁煌及律師陳子遷均批評「LAWASIA」的聲明完全是立場先行，有違法律的公平公正精神。嚴重混淆視聽，將刑事疑犯及專業律師操守錯誤地聯繫在一起，意圖模糊事實，製造輿論，指鹿為馬，罔顧法紀，包庇通緝犯，還敢自稱法律專業團體，厚顏至此，令人髮指。希望市民不要被他們所蒙蔽。8位受通緝者的其中兩位律師身份做文章，意圖擾亂大眾視線，是別有用心。他不點名批評任建峰身為事務律師，多次發表政治言論，毫無根據地發表宣揚反中亂港的言論；「郭姓大律師」更到美國白宮煽動美國政府制裁中國，違反了他們作為法律專業人士的操守。
- 人權觀察表示，香港當局對八名流亡中的民主運動人士和前議員發出毫無根據的通緝令並懸賞百萬港元，將中國政治恐嚇行動擴展到國境之外。該組織亞洲區副主任王松蓮說。「香港政府日益不擇手段打壓香港境內和海外的和平異議人士，發布跨境懸賞，是為了恐嚇所有在海外發聲、抵制中國政府日益打壓人權的社運人士與民選議員的荒謬舉動。」王松蓮說。「由香港政府對八位流亡港人發出懸賞通緝可見，離散社群政治抗爭的重要性正在日益增長，外國政府不該只是公開表示拒絕配合國安法案件，還應該採取具體行動向中國和香港高官追究責任。」[68]而王松蓮在2024年12月24日通緝名單公佈後發表聲明，批評再次發布懸紅通緝令是懦弱的恐嚇行為，旨在讓香港民眾保持沉默。香港實施嚴厲《國安法》侵犯港人基本權利，呼籲英國和加拿大政府立即採取行動，反擊香港政府企圖威脅海外港人，及向中國和香港官員實施定向制裁。

- 國際特赦組織中國事務總監莎拉布魯克斯（Sarah Brooks）就2024年12月24日通緝名單表示強烈譴責，批評港府窮盡一切資源壓制異議聲音，在平安夜將其系統性剝奪人權的行為進一步蔓延全球，讓港人無法自由表達自己的意見。促港府立即撤回這些既荒謬又危險的懸紅及懲罰措施，及停止濫用《國安法》。

- 香港自由委員會基金主任馬克沙巴（Mark Sabah）發聲明就許穎婷及張晞晴被警方國安處懸紅通緝表示感到震驚和憤慨，認為通緝流亡港人，證明上述人士在揭露獲中共支持的香港官員工作上做得很好。強調會繼續支持二人及所有在香港爭取自由的人。

- 香港人權資訊中心發聲明，就2024年12月24日通緝名單譴責當局將言論自由及和平政治倡議視為犯罪，濫用國家安全為藉口，壓制民主和人權倡議及批評政府和政治制度的聲音，違反《公民權利及政治權利國際公約》保障的人權。聲明批評，港府濫用《港區國安法》行為，削弱法律制度公信力，要求撤回《港區國安法》及停止相關檢控。

- 香港監察亦發聲明譴責2024年12月24日懸紅通緝令，政策總監邱梅根（Megan Khoo）斥港府的行為是跨國鎮壓，旨在壓制政治異見，並將獨裁政權的控制範圍擴大到香港境外。香港監察呼籲美國、英國、加拿大和澳洲政府緊急採取集體行動，對相關官員實施制裁，加強打擊此類境外恐嚇，保護流亡港人的權利和自由。[69][70][71]

- 2025年8月8日，七國集團快速反應機制(RRM)成員國及準成員國就香港拘捕令發表聯合聲明，譴責香港當局向境外（包括七國集團區域協調機製成員國）的個人發出逮捕令和懸賞，因為他們行使了言論自由。這種跨國鎮壓形式損害了國家安全、國家主權、人權和社區安全。[72][73][74]

### 疑似海外行動
倫敦警察廳2024年5月13日起訴三名男子違反英国國安法，指控他們協助一個香港情報機構及協助外國干預。其中一名被告為63歲的香港駐倫敦經濟貿易辦事處行政經理袁松彪，是香港退休警務人員，曾任職服務質素監察部及交通總部警司，另一被告韋志良是倫敦市警察的義勇警察，在希思羅機場工作。Matthew Tricket則是移民局的執法人員，本身也是私家偵探。
案情指，三名被告替香港機關在英國進行監視，目標是香港的異見人士。2024年5月1日，他們更闖入一名目標人物位於西約克郡Pontefract的寓所。